# Xã Riverdale, Quận Dickey, Bắc Dakota
Xã Riverdale (tiếng Anh: Riverdale Township) là một xã thuộc quận Dickey, tiểu bang Bắc Dakota, Hoa Kỳ. Năm 2010, dân số của xã này là 95 người.